# Huargo

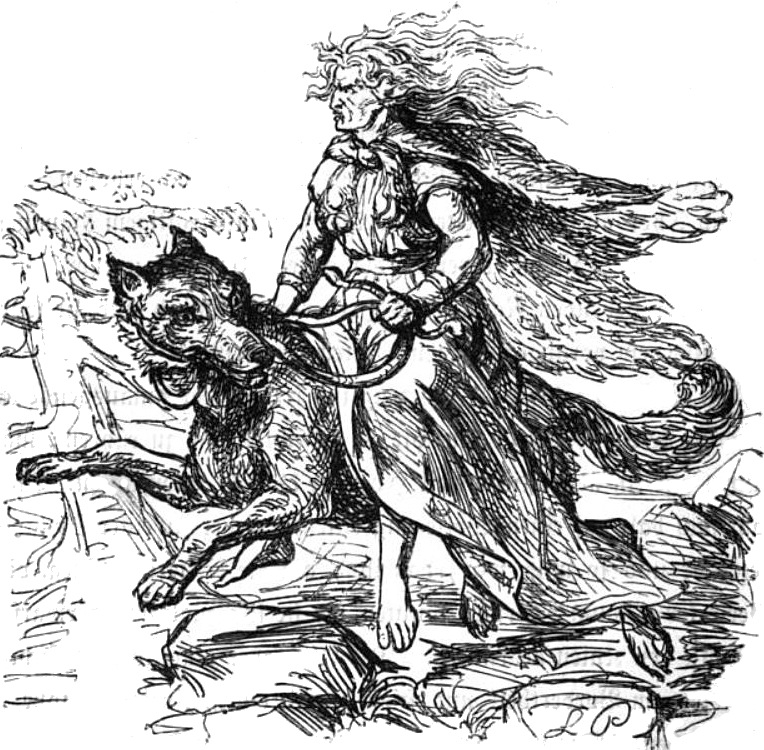
Huargo con jinete.

Un huargo o wargo es una criatura fantástica semejante a un lobo, pero de mayor tamaño, fiereza e inteligencia.

## Etimología
Huargo proviene del nórdico antiguo vargr, que a su vez deriva de la reconstrucción protogermánica *wargaz, derivada en última instancia de la raíz protoindoeuropea reconstruida *werg̑ʰ- (destruir).
En nórdico antiguo, varg' es un eufemismo para denominar al lobo (ulfr) y, del mismo modo, es la palabra moderna en sueco para la palabra lobo. También en antiguo inglés warg significaría algo como "lobo grande". Además llaman warg al lobo en guilakí, una lengua irania hablada en Guilán, al norte de Irán.
Los huargos son hoy en día criaturas ficticias populares entre el gran público, sobre todo debido a su aparición en la literatura ambientada en la Tierra Media, el universo de ficción del escritor británico J. R. R. Tolkien, así como en otro universo ficticio también célebre, el de las novelas de la saga Canción de hielo y fuego, del estadounidense George R. R. Martin.

## Juego de Tronos
Dentro de la saga de Canción de hielo y fuego los lobos huargo son criaturas cercanas a un lobo común, pero que lo superan en tamaño y fuerza. Son el emblema de la Casa Stark, la cual reside en el Norte de Poniente y es la principal casa nobiliaria. Usualmente a los lobos Huargo no se les ve al sur del Muro y cuando llegan a ser vistos se les da caza por considerarlos peligrosos para los habitantes de Invernalia. Su llegada al inicio de los acontecimientos de la saga se considera un presagio sobre la llegada de tiempos oscuros, además de hacer alusión al lema de la casa Stark "Winter is coming" o "el invierno se acerca".
Al inicio de la saga Lord Eddard Stark encuentra a una loba Huargo muerta cuando sale a ejecutar a un Hermano negro, desertor de la Guardia de la Noche. Al ver a cinco crías de lobo que se encontraban en el lugar, Jon Nieve, hijo bastardo de Eddard, convence a su padre de que no las mate y que se las entregue a sus hijos, ya que hay uno por cada uno de ellos. Luego de convencerlo, encuentran a un sexto lobo, rezagado y albino, que le corresponde a Jon. Cada uno de los lobos es destinado a uno de los hijos de Ned. Los lobos asimismo se comportan en forma similar a la de sus dueños. Cada lobo recibe por parte de su dueño un nombre acorde a sus características, siendo llamados
- Viento Gris
- Fantasma
- Dama
- Verano
- Peludo
- Nymeria

Dentro de la descripción de los lobos Huargo que existen dentro de la saga se dice que son bestias que pueden crecer del tamaño de un poni cuando alcanzan la adultez, además que sus piernas son más largas y su cabezas más grandes en proporción a sus cuerpos y sus mandíbulas son más pronunciadas. Entre sus diferentes tonos de pelaje se incluyen el gris y el negro, además de poder tener los ojos en tonos amarillentos o verdes. Los lobos Huargo albinos, por su parte, son de pelaje blanco y ojos rojos.
- Datos: Q1463858